# Cỏ lồng vực
Cỏ lồng vực thuộc họ hòa thảo (Poaceae), loài cỏ dại phổ biến ở các vùng ôn đới, nhiệt đới và rất phổ biến ở các vùng đất canh tác lúa.

## Phân loại
Cỏ lồng vực có 2 nhóm: lồng vực nước (tên tiếng Anh: Barnyard Grass; tên Latinh: Echinochloa crus-galli) và lồng vực cạn (cỏ đỏ) (tên tiếng Anh: Junglerice, Awnless barnyard grass; tên Latinh: Echinochloa colonum).

## Đặc điểm
Cỏ lồng vực là loài thực vật thuộc nhóm C4, có khả năng quang hợp và hiệu quả sử dụng nước, nitơ (đạm) cao hơn cây lúa, cây C3. Trong các ruộng lúa, cỏ lồng vực thường vươn cao hơn lúa để cạnh tranh ánh sáng nên gây tổn thất lớn đến năng suất lúa khi chúng cùng sinh trưởng trên ruộng. Cỏ lồng vực có sức sống cao, mọc khoẻ có bộ rễ khỏe hơn lúa.